# Вульфсмор
Вульфсмор (нім. Wulfsmoor) — громада в Німеччині, розташована в землі Шлезвіг-Гольштейн. Входить до складу району Штайнбург. Складова частина об'єднання громад Келлінгузен.
Площа — 8,78 км2. Населення становить 391 ос. (станом на 31 грудня 2020).